# Challenger de Johannesburgo 2013
El Soweto Open de 2013 es un torneo de tenis profesional que se juega en canchas duras. Se trata de la cuarta edición del torneo que forma parte del ATP Challenger Tour 2013. Se lleva a cabo en Johannesburgo, Sudáfrica, entre el 29 de abril y 5 de mayo de 2013.

## Jugadores participantes del cuadro de individuales

### Cabezas de serie
| País                       | Jugador           | Rank1 | Favorito |
| Bandera de República Checa | Lukáš Lacko       | 79    | 1        |
| Bandera de Estados Unidos  | Rajeev Ram        | 115   | 2        |
| Bandera de Canadá          | Vasek Pospisil    | 130   | 3        |
| Bandera de Polonia         | Michał Przysiężny | 152   | 4        |
| Bandera de Alemania        | Dustin Brown      | 180   | 5        |
| Bandera de Brasil          | Thiago Alves      | 186   | 6        |
| Bandera de Sudáfrica       | Rik de Voest      | 204   | 7        |
| Bandera de Brasil          | Fabiano de Paula  | 261   | 8        |
| -------------------------- | ----------------- | ----- | -------- |

- 1 Se ha tomado en cuenta el ranking del día 22 de abril de 2013.

### Otros participantes
Los siguientes jugadores recibieron una invitación (wild card), por lo tanto ingresan directamente al cuadro principal (WC):
- Wayne Montgomery
- Ruan Roelofse
- Tucker Vorster

Los siguientes jugadores ingresan al cuadro principal tras disputar el cuadro clasificatorio (Q):
- Rafael Camilo
- Tyler Hochwalt
- Purav Raja
- Divij Sharan
- Phenyo Matong (lucky loser)

## Jugadores participantes en el cuadro de dobles

### Cabezas de serie
| País                 | Jugador      | País                  | Jugador           | Rank1 | Favorito |
| Bandera de Sudáfrica | Rik de Voest | Bandera de Brasil     | Marcelo Demoliner | 223   | 1        |
| Bandera de la India  | Purav Raja   | Bandera de la India   | Divij Sharan      | 225   | 2        |
| Bandera de Croacia   | Mate Pavić   | Bandera de Montenegro | Goran Tošić       | 258   | 3        |
| Bandera de Alemania  | Dustin Brown | Bandera de Irlanda    | James Cluskey     | 288   | 4        |
| -------------------- | ------------ | --------------------- | ----------------- | ----- | -------- |

- 1 Se ha tomado en cuenta el ranking del día 22 de abril de 2013.

### Otros participantes
Los siguientes jugadores recibieron una invitación (wild card), por lo tanto ingresan directamente al cuadro principal:
- Francois Kellerman /  Okkie Kellerman
- Renier Moolman /  Dean O'Brien
- Keith-Patrick Crowley /  Tucker Vorster

## Campeones

### Individual Masculino
- Vasek Pospisil derrotó en la final a  Michał Przysiężny, 6–7(7), 6–0, 4–1 ret.

### Dobles Masculino
- Prakash Amritraj /  Rajeev Ram derrotaron en la final a  Purav Raja /  Divij Sharan por 7–6(1), 7–6(1)